# Berendsen Textil Service
Berendsen Textil Service er en dansk virksomhed grundlagt ved en "udspaltning" fra Sophus Berendsen A/S i 2003. Den udlejer, vasker og servicerer arbejdstøj, linned, måtter og håndklæderuller til hospitaler, hoteller og nogle af Danmarks største virksomheder.
Tekstilservicen blev startet i 1973 ved opkøb af Fix Linnedudlejning (det tidligere Soigneringsanstalten Fix) og i 1978 N.L. Dehn A/S. I 1991 bliver det internationalt ved købet af Electrolux vaskeri aktiviteter i Holland og Sverige. I Danmark fordobles vaskeriaktiviteterne 1994 med købet af ISS linned service fra ISS og vaskeriaktiviteterne drives herefter under navnet Berendsen Textil Service.
I 2017 blev Berendsen Group opkøbt af det franske firma Elis, som arbejder indenfor samme område, og i januar 2021 skiftede Berendsen Textiles Service A/S navn til Elis Danmark A/S.

## Forretningområder
- Beklædningsservice
- Måtteservice
- Hygiejneservice
- Hotel- og Restaurationsservice
- Hospitals- og plejehjemsservice
- Renrumsservice